# Estació de Châtelet
L'estació de Châtelet és una estació del metro de París. Es troba al límit dels districtes I i IV. Pertany a les línies 1, 4, 7, 11 i 14, sent el terminal oest de la línia 11. A més, ofereix connexions amb les línies A, B i D de la xarxa de rodalies. Això la converteix en un dels principals nusos de comunicació de la ciutat que es justifica per la seva cèntrica situació.
L'any 2008 fou la novena estació amb major nombre de viatgers de la xarxa amb més de 14 milions d'usuaris, mentre que en 2011 va quedar en el vuitè lloc amb 14.440.964 usuaris.
Deu el seu nom a la propera Place du Châtelet, en la qual es trobava l'anomenat Grand châtelet, una fortalesa construïda per Lluís VI i destruïda per Napoleó l'any 1802.

## Història
Tres setmanes després de la posada en marxa del primer tram de la línia 1, el 6 d'agost de 1900 es va obrir l'estació. El 21 d'abril de 1908, la línia 4 que naixia a l'estació de Port de Clignancourt es va connectar amb Châtelet, que es va convertir en terminal de la línia fins que el 1910 van culminar les obres que van permetre perllongar-la fins a l'estació de Raspail. Per la seva banda, la línia 7 no arribaria fins a 1926 després de perllongar-se la línia fins a Pont Marie. Inicialment, l'estació es deia Pont Notre-Dame-Pont au Change i estava totalment diferenciada de les altres. Tot i així, això canvià el 15 d'abril de 1934 quan va ser connectada a través d'un passadís amb les estacions de les línies 1 i 4, sent rebatejada com Châtelet - Pont au Change, denominació que actualment conserva. La línia 11, que té la seva capçalera en l'estació, es va inaugurar el 28 d'abril de 1935.
El 9 de desembre de 1977, amb la creació de l'estació de rodalies de Châtelet - Les Halles es va produir la connexió de l'estació de metro amb la xarxa del RER.
Finalment, el 15 d'octubre de 1998 es va engegar l'estació de la moderna línia 14.